# Chiesa di San Giovanni Battista (Bosconero)
La chiesa di San Giovanni Battista è la parrocchiale di Bosconero, in città metropolitana di Torino e diocesi di Ivrea; fa parte della vicaria Rivarolese.

## Storia
La chiesa bosconerese venne edificata tra il 1640 e il 1655; in quell'anno il vescovo di Ivrea Ottavio Asinari si espresse favorevolmente alla sua erezione a parrocchiale, ma ciò avvenne solo diversi anni dopo, il 25 novembre 1677.
Nel 1771 iniziarono i lavori di ampliamento e rifacimento della chiesa; l'intervento, progettato dagli architetti Antonio Vittone e Giovanni Casasopra e condotto dai capomastri Pozza di Valsolda e Figlieri di Porlezza, venne terminato nel 1774.
Tra il 1906 e il 1907 venne eretto il nuovo campanile su disegno dell'ingegnere torinese Artom e ad opera della ditta Dezzutti; nel 1972, in ossequio alle norme postconciliari, si procedette alla realizzazione dell'ambone e dell'altare rivolto verso l'assemblea.

## Descrizione

### Esterno
La facciata della chiesa, rivolta a sudovest, è composta verticalmente da tre parti, tutte scandite da lesene e conclusi da frontoni: quella centrale, più larga, presenta centralmente il portale d'ingresso timpanato e sopra un rosone ovale, mentre quelle laterali, più arretrate, sono caratterizzate dagli ingressi laterali e da finestre protette da balaustre.
Annesso alla parrocchiale è il campanile a base quadrata, la cui cella presenta su ogni lato una monofora dotata da balaustra ed è coronata dalla cupola.
Sul retro si erge anche l'antica torre campanaria, più bassa di quella novecentesca; è caratterizzata all'altezza della cella da quattro bifore e coperta dal tetto a quattro falde.

### Interno
L'interno dell'edificio si compone di un'unica navata, sulla quale si affacciano le cappelle laterali e le cui pareti sono scandite da lesene sorreggenti il cornicione su cui si imposta la volta a vela; al termine dell'aula si sviluppa il presbiterio, rialzato di qualche gradino, voltata a botte e chiuso dall'abside quadrata.